# Municipio de Union (condado de Miami, Ohio)
El municipio de Union (en inglés: Union Township) es un municipio ubicado en el condado de Miami en el estado estadounidense de Ohio. En el año 2010 tenía una población de 9871 habitantes y una densidad poblacional de 79,96 personas por km².

## Geografía
El municipio de Union se encuentra ubicado en las coordenadas 39°58′14″N 84°21′41″O / 39.97056, -84.36139. Según la Oficina del Censo de los Estados Unidos, el municipio tiene una superficie total de 123.44 km², de la cual 122.88 km² corresponden a tierra firme y (0.46%) 0.56 km² es agua.

## Demografía
Según el censo de 2010, había 9871 personas residiendo en el municipio de Union. La densidad de población era de 79,96 hab./km². De los 9871 habitantes, el municipio de Union estaba compuesto por el 97.95% blancos, el 0.37% eran afroamericanos, el 0.21% eran amerindios, el 0.27% eran asiáticos, el 0.03% eran isleños del Pacífico, el 0.16% eran de otras razas y el 0.99% pertenecían a dos o más razas. Del total de la población el 0.73% eran hispanos o latinos de cualquier raza.